# 馬庫斯·威廉斯 (1985年)
馬庫斯·達雷爾·威廉斯（1985年12月3日—）為美國男子籃球運動員，出生於美國加利福尼亚州洛杉矶县洛杉矶，畢業於康涅狄格大学，在2006年NBA选秀首輪第22順位獲得紐澤西籃網青睞，接連效力過紐澤西籃網、金州勇士以及孟菲斯灰熊，2011年12月輾轉中國大陸加盟中国男子篮球职业联赛江苏龙，威廉斯代表江苏龙出賽25場，場均上場25.5分鐘，可貢獻11分、3.8助攻。

## 外部連結
- 马库斯·威廉姆斯在fiba.basketball（英语）
- 马库斯·威廉姆斯在archive.fiba.com（archived）（英语）
- 马库斯·威廉姆斯在NBA（英语）
- 马库斯·威廉姆斯在歐洲籃球聯賽（英语）
- 马库斯·威廉姆斯在亞得里亞海聯賽（英语）
- 马库斯·威廉姆斯在VTB聯賽（英语）
- 马库斯·威廉姆斯在西班牙篮球甲级联赛（球員）（西班牙语）
- 马库斯·威廉姆斯在Basketball-Reference.com（NBA）（英语）
- 马库斯·威廉姆斯在Basketball-Reference.com（NBA G聯盟）（英语）
- 马库斯·威廉姆斯在Basketball-Reference.com（國際）（英语）
- 马库斯·威廉姆斯在Sports-Reference.com（NCAA）（英语）
- 马库斯·威廉姆斯在Eurobasket.com（球員）（英语）
- 马库斯·威廉姆斯在RealGM（英语）
- 马库斯·威廉姆斯在Proballers（英语）
- 马库斯·威廉姆斯在中国篮球数据库（新浪网）